# Douglas F6D Missileer
Douglas F6D Missileer là một thiết kế máy bay tiêm kích phòng thủ hạm đội trang bị cho tàu sân bay của Hải quân Hoa Kỳ, do hãng Douglas Aircraft Company đề xướng theo yêu cầu của hải quân Hoa Kỳ vào năm 1959. Nó được thiết kế để có thể bay thời gian dài ở khoảng cách tương đối xa tính từ tàu sân bay mẹ, được trang bị radar mạnh có thể phát hiện mục tiêu từ khoảng cách xa, trang bị tên lửa hiện đại tầm bắn xa. Do nghi ngờ về khả năng tự phòng thủ của máy bay sau khi phóng tên lửa, giá trị của dự án bị đặt câu hỏi, dẫn tới nó bị hủy bỏ. các phần của Missileer tiếp tục được phát triển dù đề án bị hủy bỏ. Vào năm sau đó, General Dynamics/Grumman F-111B và Grumman F-14 Tomcat xuất hiện.

## Tính năng kỹ chiến thuật (XF6D-1)
Dữ liệu lấy từ The American Fighter 

### Đặc điểm riêng
- Tổ lái: 3
- Chiều dài: 53 ft (16,15 m)
- Sải cánh: 70 ft (21,33 m)
- Chiều cao: 18 ft 1 in (5,51 m)
- Diện tích cánh: 630 ft² (58,52 m²)
- Trọng lượng có tải: 50.000 lb (22.680 kg)
- Trọng lượng cất cánh tối đa: 60.000 lb (27.216 kg)
- Động cơ: 2 động cơ tuanbin quạt trong Pratt & Whitney TF30-P-2, lực đẩy 10.200 lbf (45,5 kN) mỗi chiếc

### Hiệu suất bay
- Vận tốc cực đại: 546 mph (879 km/h)
- Lực đẩy/trọng lượng: 0,41

### Vũ khí
- 6 tên lửa không đối không AAM-N-10 Eagle

### Máy bay liên quan
- F3D Skyknight

### Máy bay có tính năng tương đương
- General Dynamics/Grumman F-111B